# Большеріччя (Новосибірська область)
Большеріччя (рос. Большеречье) — село у Киштовському районі Новосибірської області Російської Федерації.
Входить до складу муніципального утворення Большереченська сільрада. Населення становить 441 особа (2010).

## Історія
Згідно із законом від 2 червня 2004 року органом місцевого самоврядування є Большереченська сільрада.

## Населення
| 1926 | 2002 | 2007 | 2010 |
| ---- | ---- | ---- | ---- |
| 1565 | ↘553 | ↘510 | ↘441 |